# Puljska arena
Puljska arena (hrvaško: Pulska Arena, italijansko: Arena di Pola), je ime amfiteatra v Pulju na Hrvaškem. 
Arena je edini preostali rimski amfiteater, ki ima štiri stranske stolpe in v celoti ohranjene vse tri rimske arhitekturne rede. Zgrajena je bila med letoma 27–68 n. št. in je šesta največja ohranjena rimska arena na svetu. Redek primerek med 200 rimskimi amfiteatri, je najlepše ohranjen starodavni spomenik na Hrvaškem.